# Stévy Nzambé
Stévy Nzambé, właśc. Stévy Guevane Nzambé (ur. 4 września 1991 w Sinadarze) – gaboński piłkarz występujący na pozycji obrońcy. Zawodnik klubu Real Kings.

## Kariera klubowa
Nzambé karierę rozpoczynał w 2008 roku w USM Libreville. W 2009 roku odszedł do zespołu US Bitam. W 2010 roku zdobył z nim mistrzostwo Gabonu oraz Puchar Gabonu. Następnie wyjechał do Francji, by grać w rezerwach tamtejszego klubu Troyes AC, występujących w piątej lidze. W 2011 roku przeszedł do rezerw Olympique Marsylia, także grających w tej lidze i spędził tam sezon 2011/2012.
W 2012 roku wrócił do Gabonu, gdzie został zawodnikiem Mangasportu, z którym w 2014 roku zdobył mistrzostwo Gabonu. Potem grał w AS Pélican, a także w drużynach drugiej ligi południowoafrykańskiej – AmaZulu oraz Real Kings.

## Kariera reprezentacyjna
W reprezentacji Gabonu Nzambé zadebiutował w 2010 roku. W 2012 roku został powołany do reprezentacji olimpijskiej na letnie igrzyska olimpijskie. Zagrał na nich w meczach z Meksykiem (0:2) i Koreą Południową (0:0), a piłkarze Gabonu odpadli z turnieju po fazie grupowej.